# Nikko Shonin
Nikko (日興) (1246-1333), também conhecido como Nikko Shonin, foi sucessor e 1º herdeiro dos ensinamentos de Nichiren Daishonin, linha do Budismo de Nichiren que inclui atualmente a escola Nichiren Shoshu. Seu nome budista completo era Hawaki-bō Byakuren Ajari Nikkō (伯耆房 白蓮阿闍梨 日興).
Nikko tornou-se um discípulo de Nichiren entre 1258 e 1260 — a data precisa é desconhecida. Ele serviu Nichiren até o seu falecimento e o acompanhou nos seus dois exílios. Nikko era um mestre em caligrafia e também versado em poesia japonesa e literatura chinesa. Graças à sua dedicação e cuidado, os volumosos escritos de Nichiren foram preservados. Ele foi especialmente cuidadoso em preservar as muitas cartas escritas por Nichiren para seus seguidores.
Em 8 de outubro de 1282, Nikko era um dos seis sacerdotes que Nichiren designou para dar continuidade a sua obra após o seu falecimento. Em 13 de outubro, Nichiren nomeou Nikko como o sacerdote chefe de Kuonji num documento chamado Minobu-zan Fuzoku-sho, no Monte Minobu em Yamanashi onde Nichiren tinha passado os seus últimos anos de vida. Naquele mesmo dia, Nichiren faleceu em Ikegami, agora parte de Tóquio.

## Vida

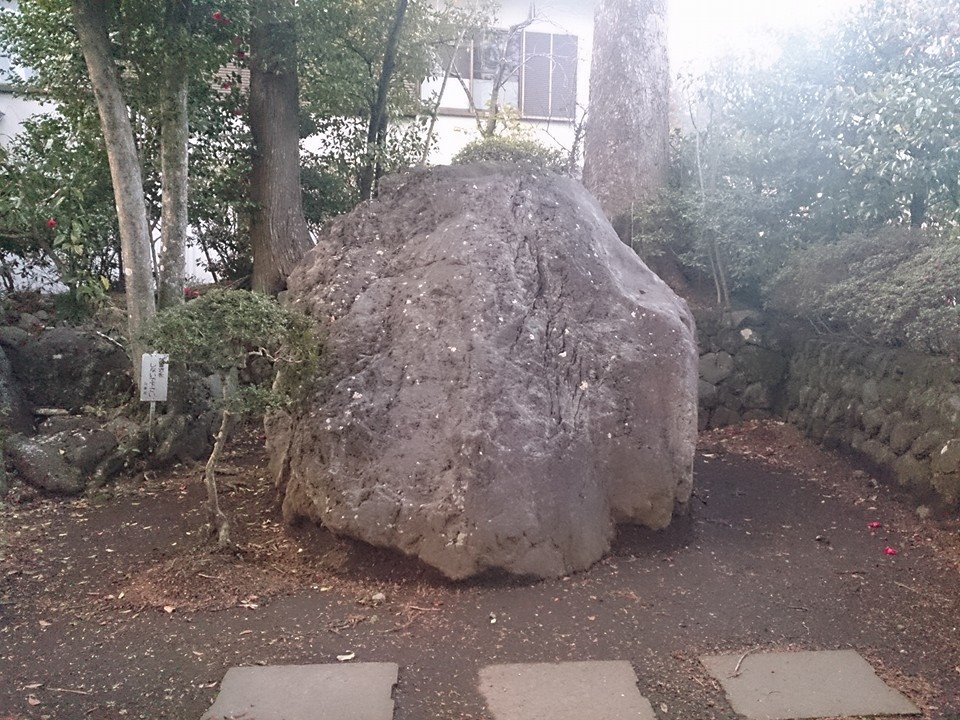
A Seppo Ishi, uma rocha no Templo Taisekiji, próxima da qual Nikkō supostamente ensinou

Nikkō nasceu em Kajizakawa, na Província de Kai. Como criança, entrou para o templo Tendai Shijuku-in, onde recebeu educação que, além da doutrina Tendai, incluiu clássicos chineses, literatura japonesa, poesia, e caligrafia.